# Ilmar Tomusk

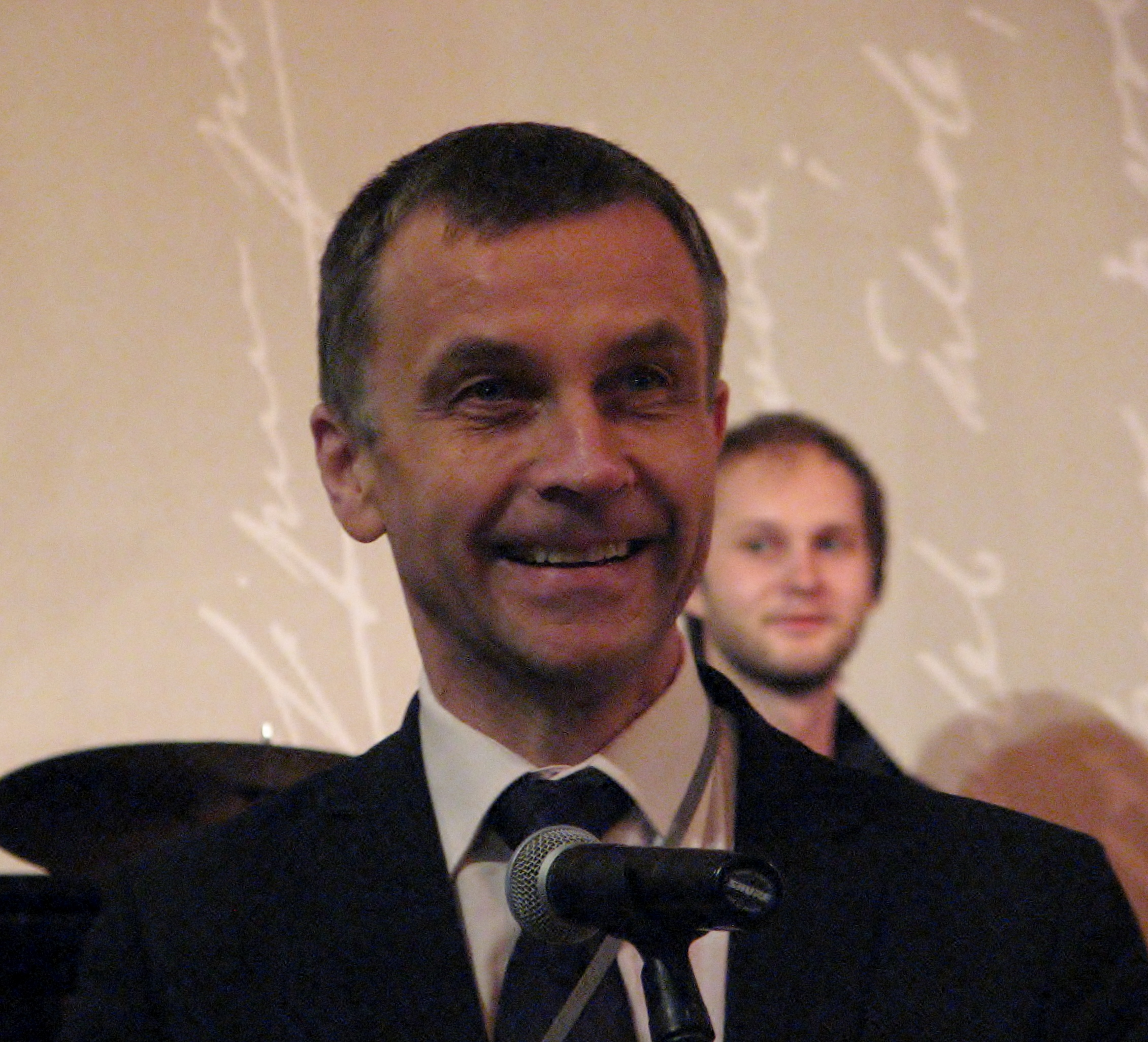
Ilmar Tomusk, 2014

Ilmar Tomusk (* 28. Juni 1964 in Tallinn) ist ein estnischer Sprachpolitiker und Kinderbuchautor.

## Leben
Ilmar Tomusk machte 1982 in Tallinn Abitur und studierte anschließend an der Universität Tallinn Estnische Philologie. Nach seinem Studienabschluss 1989 war er Lehrer für estnische Sprache und Literatur. 2002 erlangte er den Doktorgrad im Fachbereich  Verwaltungswissenschaften mit einer Arbeit zur estnischen Sprachpolitik.
Tomusk ist seit 1995 Direktor der estnischen Sprachaufsichtsbehörde (estn. Keeleinspektsioon) und lebt in Tallinn. Er ist Mitglied des Estnischen Schriftstellerverbandes.

## Werk
Tomusk publiziert seit 2007 Kinder- und Jugendbücher, die von der Kritik als „realistische Kinderliteratur“ bezeichnet wurden, weil sie häufig die aktuelle gesellschaftliche Gegenwart thematisieren. Gelobt werden ferner sein Humor und seine farbenfrohe Sprache. Seine Geschichten spielen häufig im schulischen Milieu.

## Auszeichnungen
- 2004 Orden des weißen Sterns (V. Klasse)
- 2012 Literaturpreis des Estnischen Kulturkapitals (Kinder- und Jugendliteratur)
- 2014 Nukits-Preis für das beste Kinderbuch in Estland
- 2016 Nukits-Preis für das beste Kinderbuch in Estland
- 2018 Nukits-Preis für das beste Kinderbuch in Estland

## Bibliografie

### Kinder- und Jugendliteratur
- Tere, Volli! ('Hallo, Volli!'). Ill. Kirke Kangro. Tallinn: Tänapäev 2007. 124 S.
- Vend Johannes ('Bruder J.'). Ill. Illu Erma. [Tallinn]: Tänapäev 2009. 182 S.
- Lõpuaktus ('Abschlussfest'). Ill. Hillar Mets. [Tallinn]: Tammerraamat 2010. 119 S.
- Pöörane puhkus Parakatkus ('Verrückte Ferien in P.'). Ill. Illu Erma. [Tallinn]: Tammerraamat 2010. 159 S.
- Inglid kuuendas b-s ('Engel in der 6B'). Ill. Hillar Mets [Tallinn]: Tammerraamat 2011. 118 S.
- Volli vanad vigurid ('V.s alte Tricks'). Ill. Kirke Kangro. Tallinn: Tänapäev 2011. 138 S.
- Kolmanda A kriminalistid ('Die Kriminalisten aus der 3A'). Ill. Hillar Mets. [Tallinn]: Tammerraamat 2012. 93 S.
- Volli kasvab suureks ('V. wird groß'). Ill. Kirke Kangro. [Tallinn]: Tänapäev 2013. 162 S.
- Mauno saladuslik kadumine. Väga kriminaalne lugu ('Maunos rätselhaftes Verschwinden. Eine sehr kriminelle Geschichte'). Ill. Urmas Nemvalts. [Tallinn]: Tammerraamat 2013. 76 S.
- Kriminaalsed viineripirukad. Neljanda A kriminalistid ('Die kriminellen Wurstpasteten. Die Kriminalisten aus der 4A'). Ill. Hillar Mets. [Tallinn]: Tammerraamat 2013. 115 S.
- Volli läheb tööle ('V. geht arbeiten'). Ill. Kirke Kangro. [Tallinn]: Tänapäev 2014. 147 S.
- Kriminaalne koolipapa. Viienda A kriminalistid ('Der kriminelle Schulonkel. Die Kriminalisten der 5A'). Ill. Hillar Mets. [Tallinn]: Tammerraamat 2013. 132 S.
- Kriminaalne suvevaheaeg. Kuuenda A kriminalistid ('Kriminelle Sommerferien. Die Kriminalisten aus der 6A'). Ill. Hillar Mets. [Tallinn]: Tammerraamat 2014. 118 S.
- Kriminaalsed automatkajad. Meistriklass ('Die kriminellen Autoreisenden. Meisterklasse'). Ill. Hillar Mets. [Tallinn]: Tammerraamat 2014. 142 S.
- Nuustik ('Der Badeschwamm'). Ill. Urmas Nemvalts. [Tallinn]: Tammerraamat 2014. 135 S.
- Rasmuse vuntsid ('Rasmus‘ Schnurrbart'). Ill. Urmas Nemvalts. [Tallinn]: Tammerraamat 2015. 69 S.
- Kriminaalne pangapresident. Kriminalistid on tagasi ('Der kriminelle Bankdirektor. Die Kriminalisten sind wieder da'). Ill. Hillar Mets. [Tallinn]: Tammerraamat 2015. 129 S.
- Digipöörane kool ('Die digitalverrückte Schule'). Ill. Hillar Mets. [Tallinn]: Tammerraamat 2015. 172 S.
- Amanda patsid ('Amandas Zöpfe').Ill. Urmas Nemvalts. [Tallinn]: Tammerraamat 2016. 70 S.
- Algaja ajaränduri seiklused ('Die Abenteuer des Zeitreisenanfängers'). Ill. Hillar Mets. [Tallinn]: Tammerraamat 2016. 224 S.
- Seiklused paralleelmaailmas ('Abenteuer in der Parallelwelt'). Ill. Hillar Mets. [Tallinn]: Tammerraamat 2017. 224 S.
- Triinu tomat ('Triinus Tomate'). Ill. Urmas Nemvalts. [Tallinn]: Tammerraamat 2017. 70 S.
- Isamoodi unejutud ('Papaartige Gutenachtgeschichten'). Ill. Priit Rea. [Tallinn]: Tammerraamat 2017. 101 S.
- Universumi saladused ('Die Geheimnisse des Universums'). Ill. Hillar Mets. [Tallinn]: Tammerraamat 2018. 211 S.
- Kõik emad on head ('Alle Mütter sind gut'). Ill. Maite Kotta. [Tallinn]: Elford Press 2018. 64 S.
- Hundi sõbrad ('Die Freunde des Wolfs'). Ill. Catherine Zarip. [Tallinn]: Tammerraamat 2018. [26] S.
- Päiksemetsa vanadekodu kriminalistid. Kribu ja Krabu tegutsevad jälle ('Die Kriminalisten aus dem Altenheim Sonnenwald. Kribu und Krabu sind wieder aktiv'). Ill. Hillar Mets. [Tallinn]: Tammerraamat 2018. 120 S.
- Kõrvalised isikud ('Nebenfiguren'). Ill. Priit Pärn. [Tallinn]: Tammerraamat 2019. 87 S.
- Porgandipirukas ('Die Möhrenpastete'). Ill. Heiki Ernits. [Tallinn]: Tammerraamat 2019. [38] S.
- Tulnukate rünnak ('Angriff der Aliens'). Ill. Hillar Mets. [Tallinn]: Tammerraamat 2019. 223 S.
- Väike Vunts ('Kleiner Schnurrbart'). Ill. Catherine Zarip. [Tallinn]: Tammerraamat 2019. [26] S.
- Kes tahab saada kummituseks? ('Wer will Gespenst werden?') Ill. Priit Rea. [Tallinn]: Tammerraamat 2020. 105 S.
- Linnutee südames ('Im Herzen der Milchstraße'). Ill. Hillar Mets. [Tallinn]: Tammerraamat 2020. 235 S.

### Sprachpolitische und andere Schriften
- Eesti keelepoliitika põhimõtted ja dünaamika eurointegratsiooni ning rahvusvaheliste inimõiguste kontekstis (Prinzipien und Dynamik der Sprachpolitik Estlands im Kontext der europäischen Integration und der internationalen Menschenrechte'). Tallinn: Tallinna Tehnikaülikooli Kirjastus 2002. 177 S.
- Keel ja poliitika: artiklid ja ettekanded 1996–2003 ('Sprache und Politik. Artikel und Vorträge 1996–2003'). Tallinn: Eesti Keele Sihtasutus 2004. 187 S.
- Keel ja poliitika II: artiklid ja ettekanded 2003–2009 ('Sprache und Politik. Artikel und Vorträge 2003–2009'). Tallinn: Eesti Keele Sihtasutus 2009. 271 S.
- Kuue kuuga tankistiks. Mälestusi Nõukogude merejalaväest 1982–1984 ('Panzerfahrer in sechs Monaten. Erinnerungen an die sowjetische Marineinfanterie 1982–1984'). [Tallinn]: Tammerraamat 2013 199 S.
- Keel ja poliitika III: artiklid ja ettekanded 2009–2017 ('Sprache und Politik. Artikel und Vorträge 2009–2017'). Tallinn: Eesti Keele Sihtasutus 2009. 223 S.